# Gionatha Spinesi
Gionatha Spinesi (* 9. März 1978 in Pisa, Italien) ist ein ehemaliger italienischer Fußballspieler, er spielte auf der Position eines Stürmers.

## Karriere
Gionatha Spinesi begann seine Karriere in seiner Heimatstadt beim SC Pisa, bereits kurz darauf wechselte er zu Inter Mailand, wo er sich aber nicht durchzusetzen vermochte. Deshalb wurde er in der Folge an den SC Pisa und die ASD Castel di Sangro ausgeliehen wo er sich für die Serie A empfahl, weshalb er zur Saison 1998/99 zum AS Bari wechselte. In Bari spielte Spinesi insgesamt sechs Spielzeiten in der Serie A und B, ehe er zur Saison 2004/05 zum AC Arezzo wechselte und damit in die Toskana zurückkehrte. Nach einer Spielzeit bei Arezzo, in der er insgesamt 22 Tore erzielte, wechselte Gionatha Spinesi nach Sizilien zum Ligakonkurrenten Calcio Catania. Hier wurde er auf Anhieb zum Stammspieler und erzielte Tore am Laufmeter (insgesamt 23 Tore in 38 Spielen). Auch dank der Treffer von Spinesi stieg Catania am Ende der Saison nach längerer Absenz in die Serie A auf. Im Sommer 2009 wurde sein Vertrag bei Catania Calcio nicht mehr verlängert und Spinesi war danach mehrere Monate vereinslos. Obwohl der Angreifer sich bereits mit dem Drittligisten AS Pescina Valle del Giovenco auf einen Vertrag geeinigt hatte, entschied er sich im Oktober 2009 seine aktive Karriere vorzeitig zu beenden.

## Erfolge
- U-21-Europameister: 2000